# Huit et demi
Pour plus de détails, voir Fiche technique et Distribution.
Huit et demi (Otto e mezzo [ˈɔtto e mˈmɛddzo]) est un film franco-italien réalisé par Federico Fellini, sorti en 1963.
Le film suit un cinéaste dépressif qui fuit le monde du cinéma et se réfugie dans un univers peuplé de souvenirs et de fantasmes. Surgissent des images de son passé, son enfance et l'école religieuse de sa jeunesse, la Saraghina qui dansait sur la plage pour les écoliers, ses rêves fous de « harem », ses parents décédés. Dans la station thermale où il s'est isolé, son épouse Luisa, sa maîtresse Carla, ses amis, ses acteurs, ses collaborateurs et son producteur viennent lui tourner autour.
Récompensé de deux Oscars et du prix du meilleur film au Festival international du film de Moscou 1963, le film est plébiscité notamment pour son exploration de la psyché du réalisateur, sa narration non linéaire et son style visuel novateur. Il est considéré comme l'un des meilleurs films jamais réalisés.

## Synopsis

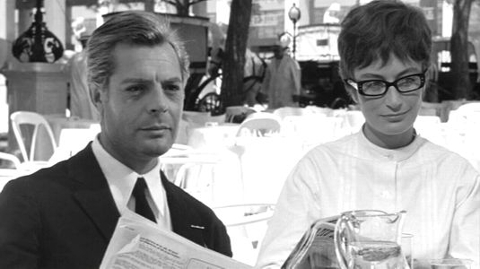
Marcello Mastroianni et Anouk Aimée dans une scène du film.

Guido Anselmi, un réalisateur accompli âgé de quarante-trois ans, travaille sur son prochain film. Il passe une période de repos dans une station thermale. Guido essaie de soulager ses problèmes physiques (fatigue cardiaque) tout en gérant les difficultés de la production du film qui est encore en phase de préparation.
La tranquillité qu'il souhaite est continuellement mise à mal par la présence de membres de l'équipe de production(producteur, techniciens, acteurs) qui logent dans le même hôtel et voient en lui leur seul soutien sûr. Mais son esprit créatif s'est tari et il est incapable de donner une direction claire à son projet de film. De plus, des soucis sentimentaux s'ajoutent à ses problèmes professionnels.
Sa maîtresse le rejoint à la station et peu après, sa femme arrive. Poussé par le producteur, interrogé par ses assistants et les acteurs qui veulent comprendre quelle histoire il va raconter, quelles intentions il veut exprimer. Il tente de mettre sur pied une intrigue du mieux qu'il peut : un équilibre fait de relations avec des personnages réels et de fantasmes, de souvenirs, de rêves, qui font soudain partie intégrante de ses jours et de ses nuits. Ses rêves incluent des souvenirs de son père et de sa mère décédés, avec lesquels il parle tendrement, comme s'ils étaient proches de lui.
Les doutes et incertitudes permanents se manifestent par une crise existentielle sans issue, dans laquelle il est incapable de donner un sens à sa relation avec les autres et à son passé. Et tout cela ne fait que lui faire prendre conscience du désarroi qu'il traîne depuis des années et que les soucis de sa vie quotidienne et professionnelle avaient en partie masqué. Dans une fresque d'images oniriques et enchantées, une centaine de personnages secondaires se succèdent, parmi lesquels : un intellectuel mis au pas par le producteur, sa femme, sa maîtresse et la protagoniste féminine du film en cours de production.

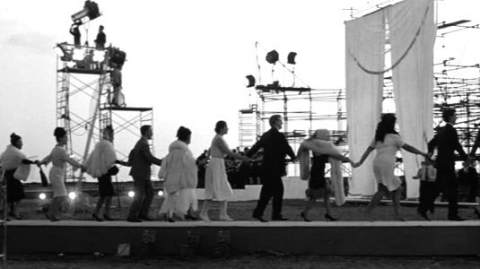
La danse finale de Huit et demi.

Les jours passent tandis que les événements réels, les souvenirs et les fantasmes du réalisateur se chevauchent de plus en plus jusqu'à devenir indiscernables. Le producteur montre à Guido les auditions qu'il a déjà tournées, et dans le décor d'une énorme rampe de lancement pour un vaisseau spatial, il convoque une conférence de presse au cours de laquelle le réalisateur est enfin censé dire à tout le monde quelles sont ses intentions pour le film, mais en réalité le réalisateur est de plus en plus confus, il n'a aucune idée de ce qu'il veut dire ni de la manière de le faire.
Son désarroi professionnel reflète son désarroi existentiel : c'est la fin de sa carrière et de sa vie : il décide d'abandonner la réalisation du film pendant la conférence de presse. Mais alors que tout semble terminé, que les journalistes sont partis et que les ouvriers commencent à démonter le plateau d'un film qui ne sera plus jamais tourné, Guido a l'impression que tout ce qui se passe autour de lui, toutes les personnes qu'il a rencontrées et qui ont parcouru le chemin de la vie avec lui, pour le meilleur et pour le pire, font partie de lui.
Tous ensemble, comme dans une farandole, toutes ces personnes tournent autour de lui. Dans la danse finale avec tous les personnages du film, le réalisateur, qui a désormais retrouvé son innocence et sa joie de vivre, se revoit comme un enfant.

## Fiche technique
- Titre : Huit et demi
- Titre original : Otto e mezzo
- Réalisation : Federico Fellini, assisté de Lina Wertmüller et Giulio Paradisi
- Scénario : Federico Fellini, Tullio Pinelli, Ennio Flaiano et Brunello Rondi
- Direction artistique : Piero Gherardi
- Décors : Piero Gherardi
- Costumes : Piero Gherardi, Leonor Fini
- Photographie : Gianni Di Venanzo
- Cadreur : Pasquale De Santis
- Son : Mario Faraoni, Alberto Bartolomei
- Montage : Leo Catozzo
- Musique : 
  - Musique originale : Nino Rota[3]
  - Musique préexistante : Gioacchino Rossini, Richard Wagner, Franz Lehár, Tchaïkovski
  - Chanson originale : Paris Canaille (Léo Ferré)
- Production : Angelo Rizzoli, Federico Fellini
- Production déléguée : Alessandro von Norman
- Sociétés de production : Cineriz, Francinex
- Société de distribution : Columbia films
- Pays de production :  Italie
- Langue originale : italien
- Format : Noir et blanc - 35 mm- 1,66:1 - Son Mono
- Genre : comédie dramatique
- Durée : 138 minutes
- Dates de sortie : 
  - Italie : 14 février 1963 (première à Milan)
  - France : 29 mai 1963 (Festival de Cannes 1963)
- Affiche : Georges Kerfyser (France)

## Distribution
- Marcello Mastroianni (VF : Jean-Claude Michel) : Guido Anselmi
- Anouk Aimée (VF : elle-même) : Luisa Anselmi
- Sandra Milo  (VF : Michele Bardollet) : Carla
- Claudia Cardinale  (VF : elle-même) : Claudia
- Rossella Falk  (VF : Paule Emmanuele) : Rossella
- Barbara Steele : Gloria Morin
- Mario Pisu : Mezzabotta
- Guido Alberti  (VF : Albert Medina) : Pace, le producteur
- Madeleine Lebeau  (VF : elle-même) : Madeleine, l'actrice française
- Jean Rougeul  (VF : Pierre Asso) : le scénariste
- Eddra Gale : la Saraghina
- Mario Gemini : Guido enfant, au collège
- Riccardo Guglielmi : Guido, enfant
- Caterina Boratto  (VF : Claire Guibert) : la femme mystérieuse
- Annibale Ninchi : le père de Guido
- Giuditta Rissone : la mère de Guido
- Tito Masini  (VF : Henri Cremieux) : le cardinal
- Giulio Paradisi : un ami
- Michel Rivest : Popeye
- Neil Robinson : l'agent de la comédienne française
- Mino Doro (VF : Yves Brainville) : l'agent de Claudia
- Mario Tarchetti : l'attaché de presse de Claudia
- Ian Dallas : Maurice, le magicien-télépathe
- Yvonne Casadei : la soubrette
- Annie Gorassini : l'amie du producteur
- Eugene Walter (en) : le journaliste
- Gilda Dahlberg : la femme du journaliste
- Mary Indovino : l'assistante de Maurice
- Mario Conocchia  (VF : Richard Francoeur) : le directeur de production
- Cesare Miceli Picardi : Cesarino, l'inspecteur
- Bruno Agostini  (VF : Michel Gudin) : le secrétaire de la production
- John Stacy : le caissier
- Mark Herron  (VF : Hubert Noel) : l'admirateur timide de Luisa
- Elisabetta Catalano : la sœur de Luisa
- Rossella Como : une amie de Luisa
- Matilda Calnan : une amie de Luisa
- Francesco Rigamonti : Enrico
- Alfredo De Lafeld  (VF : Jean-Paul Moulinot) : le premier secrétaire du cardinal
- Sebastiano Di Leandro : le deuxième secrétaire du cardinal
- Frazier Rippy  (VF : Jean-Louis Jemma) : le secrétaire laïque
- Maria Tedeschi : la responsable du collège
- Maria Raimondi : une nourrice de Guido
- Marisa Colomber : une nourrice de Guido
- Georgia Simmons : la grand-mère de Guido
- Nadine Sanders : l'hôtesse
- Hazel Rogers : la danseuse noire
- Edy Vessel : le mannequin
- Giulio Calì : l'homme dans la boue
- Eva Gioia : une jeune fille dans le lit
- Dina De Santis : une jeune fille dans le lit
- Roberto Nicolosi  (VF : Pierre Gay) : le médecin des thermes
- John Karlsen : l'homme dans la voiture
- Olimpia Cavalli : Miss Olympia
- Polidor : le clown
- Palma Mangini : une vieille parente paysanne
- Roberta Valli : la petite fille
- Luciana Sanseverino : la curiste

## Production

### Genèse et développement

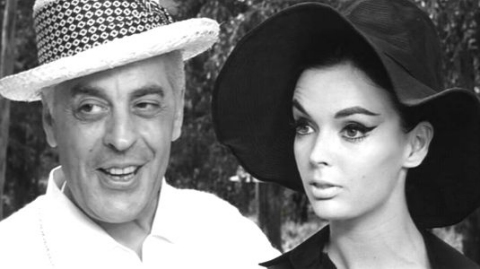
Mario Pisu et Barbara Steele dans une scène du film.

Après avoir tourné Les Tentations du docteur Antoine, un sketch du film choral Boccace 70, l'idée d'un nouveau film a commencé à tourner dans la tête de Fellini, mais pas une idée précise, plutôt une accumulation d'idées vagues qui se mélangeaient. Lorsqu'il parle du projet à son ami Ennio Flaiano, celui-ci semble plus sceptique que convaincu : comment filmer les pensées d'un homme, son imagination, ses rêves ?
L'écriture du scénario n'avance pas, il n'y a pas de projet précis et Fellini n'a même pas de titre à lui donner. Mais lorsque tout est prêt, un problème survient, dont Fellini n'a parlé à personne : le film n'existe plus, l'idée qu'il avait en tête a disparu. Alors qu'il est sur le point d'annoncer son abandon du projet au producteur Angelo Rizzoli, Fellini est interrompu par le chef-machiniste de Cinecittà qui l'invite à fêter l'anniversaire d'un collègue.
Durant la fête d'anniversaire, on félicite Fellini pour son film à venir. Une fois assis sur un banc, Fellini a l'idée de faire un film sur un réalisateur qui voulait faire un film mais ne se souvient plus lequel. Le protagoniste, Guido Anselmi, joué par Marcello Mastroianni, devient donc la propre projection de Fellini.

### Commentaire de Fellini
« On a écrit que Huit et demi était un film autobiographique. Je suis toujours autobiographique, même si je me mets à raconter la vie d’un poisson, d’une sole par exemple ! Et cependant, je suis à même de déclarer que ce film est une œuvre de fantaisie. […] Ceci semblera sans doute une prétention puérile, mais je voudrais que les gens aillent voir ce film sans idées préconçues : j’ai raconté une fable et il n’y a rien à comprendre au-delà de ce que l’on voit. »

### Attribution des rôles
Mastroianni n'était pas le premier choix : au début, Fellini pensait à Laurence Olivier ou Charlie Chaplin. Même pour avoir Sandra Milo, Fellini a dû se battre, car son mari s'opposait à son retour au cinéma, après la déception du film Vanina Vanini de Roberto Rossellini. À l'inverse, Anouk Aimée, qui était déjà apparue dans La dolce vita, et Claudia Cardinale, qui travaillait parallèlement sur Le Guépard au même moment, ont été engagées dès le début.

### Copies du film
Lors de la sortie du film en Italie, les couleurs de certaines scènes ont été retouchées (en sépia dans certaines copies, en bleu dans d'autres) . Comme l'annonce une légende au début du film, il s'agit de scènes représentant ce que le protagoniste a rêvé ou imaginé. Ce changement de couleur a été décidé par la société de distribution pour permettre aux téléspectateurs de distinguer plus facilement les scènes réelles des scènes fantasmées, notamment en vue de la distribution sur les marchés étrangers.
Cependant, Fellini voulait que d'autres séquences soient surexposées (c'est-à-dire excessivement lumineuses, un effet obtenu lors du tirage des positifs), comme la séquence à la source, lorsque Marcello fait la queue avec d'autres personnes, son verre à la main. Cet aspect délibérément éblouissant de la scène a malheureusement été perdu lors de la récente restauration du film. Les restaurateurs ont refait la séquence avec un noir et blanc parfait extrêmement contrasté, trahissant ainsi les intentions originales de Fellini,.[réf. nécessaire]

### Titre du film
Le titre fait référence au fait que Fellini a jusqu'alors réalisé six longs métrages (Le Cheik blanc, Les Vitelloni, La strada, Il bidone, Les Nuits de Cabiria, La dolce vita), un septième en co-réalisation (Les Feux du music-hall) et deux courts métrages (pour L'Amour à la ville et Boccace 70), chacun des trois derniers films mentionnés étant compté comme un demi-film.
Durant le tournage, le film s'appelait La bella confusione.

## Exploitation

### Box-office
Les recettes du film s'élèvent à 755 971 000 lires pour 3 761 000 entrées, ce qui le place à la 20e position (ou 21e, selon les sources) du box-office Italie 1962-1963. C'est un succès honorable, néanmoins bien en deçà des 13 millions d'entrées et de la 1re place au palmarès que La dolce vita avait eus dans la saison 1959-1960.
Il a également rapporté 50 690 dollars dans les salles aux États-Unis.

### Accueil critique
« Jamais comme ici Fellini n'a été aussi haut dans le langage cinématographique, la fantaisie et la force d'expression.  Mais ces beautés inouïes sont perdues dans un film sans colonne dorsale narrative (…). Prises une à une, les choses sont intéressantes, même belles, parfois très belles. L'ensemble, manquant d'une certaine unité dramatique, risque de lasser (…). En tant qu'artiste, il n'y a pas de doute qu'avec Otto e mezzo, Fellini a fait un pas en avant. Dans le domaine du succès, un pas en arrière. C'est un film absolument cérébral, un luxe effréné aux frontières de la présomption qu'un grand artiste s'est payé aux dépens d'un producteur aux idées larges. »

— Dino Buzzati, traduit par Eric Leguèbe, Arts, 20 mars 1963

« Fellini s'est laissé encombrer par un freudisme simplet et par un surréalisme bien démodé. Il arrive que cela ne manque pas de piquant, certaines séquences sont même admirables (…), mais notre attention s'éparpille, se lasse. »

— Jean-Louis Bory, Arts, 6 juin 1963

« Huit et demi est un film aussi important pour la carrière de Fellini que pour le cinéma italien. Par rapport à La dolce vita, c'est une œuvre beaucoup plus poétique, plus cohérente, bien qu'elle soit moins ambitieuse et moins spectaculaire (…). Marcello Mastroianni a ajouté une création originale à son répertoire de personnages. C'est un acteur d'une finesse expressive assez rare aujourd'hui. »

— Alberto Moravia, Candide, 6 juin 1963

« Un film passionnant, qui prouve que le cinéma est en mesure d'aborder des problèmes aussi abstraits que celui de la création artistique, aussi mystérieux et cachés que celui de l'inspiration et du talent, aussi fuyants que celui de l'angoisse et de la quête du bonheur. »

— Henry Chapier, Combat, 1er juin 1963

« Rien n'est exagéré dans 8 ½, pas même la fin où le metteur en scène est traîné de force au travail. Ce film, 8 ½, est le film des metteurs en scène, notre film, et nous devons tous de la reconnaissance à celui qui l'a fait.
Après avoir vu 8 ½, ma complice Helen Scott qui va m'assister tout au long de Farenheit 451 m'a dit : "Je ne croyais pas que c'était si difficile de faire un film. Réellement quel travail." »

— François Truffaut, Journal de tournage de Farenheit 451, 13 janvier 1966

« Les metteurs en scène qui ont été plus ou moins acteurs, les acteurs qui ont fréquenté le cirque, les cinéastes qui ont été scénaristes, ceux qui savent dessiner, ont généralement quelque chose "en plus". Fellini a fait l’acteur, le scénariste, l’homme de cirque, le dessinateur. Son film est complet, simple, beau, honnête, comme celui que veut tourner Guido dans Huit et demi. »

— François Truffaut, Les Films de ma vie, Flammarion

### Distinctions
- Rubans d'argent 1963 : meilleur réalisateur, meilleur producteur, meilleur sujet, meilleur scénario, meilleure photographie, meilleure musique, meilleure actrice dans un second rôle (Sandra Milo)
- NYFCC Award 1963 : meilleur film étranger
- Festival international du film de Moscou 1963 : Grand prix
- Oscar du cinéma 1964 : meilleur film en langue étrangère, meilleurs costumes dans un film en noir et blanc
- Bodil 1964 : meilleur film européen
- Kinema Junpo Award 1966 : meilleur film en langue étrangère et meilleur réalisateur de film en langue étrangère
- National Board of Review : meilleur film étranger

## Postérité
Huit et demi (1963) est classé comme le meilleur film sonore étranger (c'est-à-dire non suédois) avec 21 votes dans un sondage de 1964 prenant en compte les votes de 50 professionnels du cinéma suédois organisé par le magazine suédois Chaplin (sv). Il arrive également en tête dans un sondage du musée de la cinématographie de Łódź (pl) prenant en compte les votes de 279 professionnels du cinéma polonais (cinéastes, critiques, et professeurs) en 2015.

### Adaptations, remakes
- Un remake canadien de Huit et demi est réalisé, sous la forme d'une série télévisée More Tears (en) par Ken Finkleman en 1998.
- Woody Allen en a fait un hommage avec son film Stardust Memories (1980).
- Le film inspire Peter Greenaway en 1998 pour son 8 femmes ½.
- Le film est adapté en 1982 à la scène de Broadway sous forme de comédie musicale, intitulée Nine. Le musical a inspiré le film Nine réalisé en 2009 par Rob Marshall et produit par Harvey Weinstein. Figurent au casting Nicole Kidman, Kate Hudson, Daniel Day-Lewis, Penélope Cruz, Marion Cotillard, Sophia Loren et Stacy Ann Ferguson.

### Festival de Cannes
- L'une des photos de tournage du film, représentant Marcello Mastroianni, a été utilisée pour la création de l'affiche du 67e festival de Cannes[13].

### Expositions
- « Huit et demi », exposition inédite, sur le site de la Fondation Fellini[14] et du centre culturel de la Fondation Fellini pour le cinéma (Suisse)[15]

### Copie restaurée
La restauration 2K a été supervisée par Gaumont, l'image restaurée chez Eclair, le son chez Le Diapason, à partir du matériel d’origine.